# Rosa Oriol
Rosa Oriol, właśc. Rosa Maria Oriol Porta (ur. 1 czerwca 1946 w Manresa) – hiszpańska jubilerka, dyrektorka biznesowa i dyrektorka kreatywna Tous Designer House.

## Życiorys

### Młodość
Urodziła się w hiszpańskim mieście Manresa. Ma dwie siostry. Jej rodzice byli właścicielami sklepu obuwniczego na Calle del Born. 21 września 1965 roku Oriol wyszła za mąż za Salvadora Tous. Ma cztery córki, Albę, Rosę, Martę i Larę Tous.

### Kariera
Razem z mężem przejęła sklep jubilerski „Tous” po ojcu męża. W 1985 roku Rosa, podróżując po Mediolanie, wpadła na pomysł na nowe logo przedsiębiorstwa. Po powrocie z Włoch otworzyła drugi sklep w Lleidzie. W 1996 roku otworzono pierwsze punkty w Japonii, USA i Niemczech. Następnie rozszerzyli swoją ofertę o dodatki modowe, torebki i perfumy. W 2006 roku rozpoczęto sprzedaż internetową produktów.
W 2014 roku zdobyła prestiżową nagrodę Creu de Sant Jordi, drugie najwyższe odznaczenie cywilne przyznawane w Katalonii, natomiast w 2016 wraz z mężem otrzymała nagrodę „2016 Business Leader of the Year” od Hiszpańsko-Amerykańskiej Izby Handlowej. Otrzymała również nagrodę Ernst and Young Entrepreneur of the Year i została nazwana przez magazyn Cosmopolitan „Fun Fearless Female”.
W 2018 utworzyła Szkołę biżuterii i rzemiosła Tous, a także sprawiła, iż jej firma została członkiem Responsible Jewellery Council.